# Stegodyphus sarasinorum
Stegodyphus sarasinorum is een spinnensoort uit de familie van de fluweelspinnen (Eresidae).
De wetenschappelijke naam van de soort werd in 1891 gepubliceerd door Ferdinand Karsch.
Deze soort vormt kolonies, waarin gezamenlijk voor het nageslacht wordt gezorgd, de woon- en vangwebben worden onderhouden en prooien gevangen. Het is aangetoond dat de individuen binnen een kolonie verschillende temperamenten kunnen hebben. Dat temperament beïnvloedt de sociale rol die elke spin speelt in de kolonie. Dapperdere spinnen staan eerder in voor het vangen van prooien, de andere spinnen mogelijk voor het onderhouden van het web. Ook de mate van agressiviteit verschilt per individu, maar die heeft geen invloed op de rol.
Na een aantal weken offeren de vrouwtjes in de kolonie zich op voor hun nageslacht. Ze laten zich opeten door hun nakomelingen, die hen daarbij leegzuigen.